# Выборы в Государственный совет Республики Крым (2019)
Выборы депутатов Государственного совета Республики Крым второго созыва состоялись в Республике Крым в единый день голосования 8 сентября 2019 года. Предыдущий созыв Государственного совета был избран 14 сентября 2014 года. Это был первый созыв после не признанного большей частью международного сообщества аннексии Крыма Россией.
Партия «Единая Россия» победила как в едином (54,70 %), так и во всех 25 одномандатных округах и получила большинство мест (60 из 75), потеряв при этом 10 мест. ЛДПР получила 10 мест, КПРФ — 5 мест.

## Избирательная система
Депутаты Государственного совета Республики Крым избираются на 5 лет по смешанной системе (параллельное голосование).
Из 75 депутатов 50 избираются в едином избирательном округе по пропорциональному принципу из партийных списков. Общее число кандидатов в списке должно быть от 50 до 75 человек. Количество кандидатов, не являющихся членами партии, не должно превышать 50 % от всего списка. В список не могут быть включены члены иных политических партий.
Для получения мест партийный список должен преодолеть процентный барьер в 5 %. Если сумма голосов за партии, преодолевшие барьер, составляет менее 50 %, к распределению мандатов поочерёдно допускаются списки, набравшие менее 5 %, пока сумма голосов не превысит 50 %. Если за одну партию отдано более 50 % голосов, а остальные списки набрали менее 5 % голосов, к распределению мандатов допускается партия, которая заняла второе место. Между партиями места распределяются по методу Д’Ондта. Внутри партийных списков мандаты получают в порядке размещения в списке.
Остальные 25 депутатов избираются в одномандатных округах по системе относительного большинства. Кандидаты выдвигаются партиями или в порядке самовыдвижения.

## Ключевые даты
- 3 июня Государственный Совет Республики Крым назначил выборы на 8 сентября 2019 года (единый день голосования)[2].
- 7 июня постановление о назначении выборов было опубликовано в СМИ[2].
- 10 июня Избирательная комиссия Республики Крым утвердила календарный план мероприятий по подготовке и проведению выборов[3].
- по 7 июля — период выдвижения кандидатов и партийных списков[3].
  - агитационный период начинается со дня выдвижения и заканчивается и прекращается за одни сутки до дня голосования[3].
- с 7 июня по 12 июля — период представления документов для регистрации кандидатов и партийных списков[3].
  - в течение 10 дней после принятия документов для регистрации — принятие решения о регистрации кандидата или списка либо об отказе в регистрации[3].
- с 10 августа по 6 сентября — период агитации в СМИ[3].
- 7 сентября — день тишины[3].
- 8 сентября — день голосования.

## Участники
Согласно постановлению избирательной комиссии республики, 9 политических партий имели право выставить списки кандидатов без сбора подписей избирателей:
- Единая Россия;
- Коммунистическая партия Российской Федерации;
- ЛДПР — Либерально-демократическая партия России;
- Справедливая Россия;
- Родина;
- Партия ветеранов России;
- Патриоты России;
- Коммунистическая партия Коммунисты России;
- Российская партия пенсионеров за социальную справедливость.

### Партийные списки
Для регистрации партиям необходимо было собрать от 7405 до 8145 подписей (0,5 % от числа избирателей).
| Номер в бюллетене | Партия                                          | Первые три кандидата в списке                                         | Кандидатов в списке | Статус списка          |  |
| ----------------- | ----------------------------------------------- | --------------------------------------------------------------------- | ------------------- | ---------------------- |  |
| 1                 | ЛДПР — Либерально-демократическая партия России | Владимир Жириновский Павел Шперов Светлана Шабельникова               | 61                  | зарегистрирован        |  |
| 2                 | Партия пенсионеров                              | Игорь Пилипенко Вячеслав Жеватов Александр Яншин                      | 40                  | зарегистрирован        |  |
| 3                 | Коммунистическая партия Российской Федерации    | Сергей Богатыренко Владимир Демченко Олег Дрягин                      | 54                  | зарегистрирован        |  |
| 4                 | «Патриоты России»                               | Валерий Тарасов Владимир Карпов Павел Хриенко                         | 43                  | зарегистрирован        |  |
| 5                 | «Справедливая Россия»                           | Виктория Билан Дилявер Кайданов Алексей Куклев                        | 52                  | зарегистрирован        |  |
| 6                 | Коммунистическая партия Коммунисты России       | Леонид Грач Татьяна Ежова Таир Абдувалиев                             | 50                  | зарегистрирован        |  |
| 7                 | «Единая Россия»                                 | Сергей Аксёнов Владимир Константинов Сергей Цеков                     | 72                  | зарегистрирован        |  |
| 8                 | «Родина»                                        | Константин Кнырик Сергей Веселовский Эмиль Арпатлы Константин Ерманов | 49                  | зарегистрирован        |  |
|                   |                                                 |                                                                       |                     |                        |  |
|                   | Российская экологическая партия «Зелёные»       | Татьяна Бобра Рустем Эмиров Владимир Сорокин                          | 56                  | отказано в регистрации |  |
| 1.                |                                                 |                                                                       |                     |                        |  |

#### Праймериз
28 мая 2019 года были подведены итоги предварительного голосования «Единой России» в Крыму, ожидалось обновление депутатского корпуса всех уровней в Республике Крым в среднем до 30 %.

### Кандидаты по одномандатным округам
По 25 одномандатным округам кандидаты могли выдвигаться как от партии, так и путём самовыдвижения. Кандидатам необходимо собрать 3 % подписей от числа избирателей соответствующего одномандатного округа.
| Партия | Партия                                          | Кандидатов | Кандидатов       |
| Партия | Партия                                          | Выдвинуто  | Зарегистрировано |
| ------ | ----------------------------------------------- | ---------- | ---------------- |
|        | «Единая Россия»                                 | 25         | 25               |
|        | ЛДПР — Либерально-демократическая партия России | 25         | 24               |
|        | Коммунистическая партия Коммунисты России       | 13         | 11               |
|        | Коммунистическая партия Российской Федерации    | 25         | 20               |
|        | Партия Великое Отечество                        | 1          | 0                |
|        | «Родина»                                        | 16         | 14               |
|        | «Справедливая Россия»                           | 12         | 10               |
|        | Самовыдвижение                                  | 31         | 10               |
| Всего  | Всего                                           | 148        | 114              |

## Опросы
| Дата | Опрос проводил | ЕР            | ЛДПР  | СР   | КПРФ | Родина | Другая партия | Не опреде- лились | Испортят бюлле- тень | Иное |       |       |     |      |     |      |
| ---- | -------------- | ------------- | ----- | ---- | ---- | ------ | ------------- | ----------------- | -------------------- | ---- | ----- | ----- | --- | ---- | --- | ---- |
| Дата | Опрос проводил | 26—29.03.2019 | ЦИПКР | 54 % | 9 %  | 5 %    | Другая партия | Не опреде- лились | Испортят бюлле- тень | Иное | 4,1 % | 1,3 % | 4 % | 11 % | 2 % | 10 % |

## Результаты
| Партия                           | Партия                           | по единому округу | по единому округу | по единому округу | по единому округу | по единому округу | по одно- мандатным округам | по одно- мандатным округам | всего | всего | всего   | всего    |
| Партия                           | Партия                           | Голосов           | %                 | +/-               | Мест              | +/-               | Мест                       | +/-                        | Мест  | +/-   | %       | +/-      |
| -------------------------------- | -------------------------------- | ----------------- | ----------------- | ----------------- | ----------------- | ----------------- | -------------------------- | -------------------------- | ----- | ----- | ------- | -------- |
|                                  | «Единая Россия»                  | 268 400           | 54,70 %           | ▼15,48 %          | 35                | ▼10               | 25                         | ▬0                         | 60    | ▼10   | 80,00 % | ▼13,33 % |
|                                  | ЛДПР                             | 82 629            | 16,84 %           | ▲8,35 %           | 10                | ▲5                | 0                          | ▬0                         | 10    | ▲5    | 13,33 % | ▲6,67 %  |
|                                  | КПРФ                             | 40 336            | 8,22 %            | ▲3,74 %           | 5                 | ▲5                | 0                          | ▬0                         | 5     | ▲5    | 6,67 %  | ▲6,67 %  |
|                                  |                                  |                   |                   |                   |                   |                   |                            |                            |       |       |         |          |
|                                  | Коммунисты России                | 19 769            | 4,03 %            | ▲1,92 %           | 0                 | ▬0                | 0                          | ▬0                         | 0     | ▬0    | 0 %     | ▬0 %     |
|                                  | «Справедливая Россия»            | 19 385            | 3,95 %            | ▲2,11 %           | 0                 | ▬0                | 0                          | ▬0                         | 0     | ▬0    | 0 %     | ▬0 %     |
|                                  | Партия пенсионеров               | 17 830            | 3,63 %            | ▲1,70 %           | 0                 | ▬0                |                            |                            | 0     | ▬0    | 0 %     | ▬0 %     |
|                                  | «Родина»                         | 13 298            | 2,71 %            | ▲0,06 %           | 0                 | ▬0                | 0                          | ▬0                         | 0     | ▬0    | 0 %     | ▬0 %     |
|                                  | «Патриоты России»                | 4377              | 0,89 %            | ▼0,28 %           | 0                 | ▬0                |                            |                            | 0     | ▬0    | 0 %     | ▬0 %     |
|                                  | Самовыдвижение                   |                   |                   |                   |                   |                   | 0                          | ▬0                         | 0     | ▬0    | 0 %     | ▬0 %     |
|                                  |                                  |                   |                   |                   |                   |                   |                            |                            |       |       |         |          |
| Действительные бюллетени         | Действительные бюллетени         | 466 024           | 94,98 %           | ▼1,47 %           |                   |                   |                            |                            |       |       |         |          |
| Недействительные бюллетени       | Недействительные бюллетени       | 24 619            | 5,02 %            | ▲1,47 %           |                   |                   |                            |                            |       |       |         |          |
| Всего                            | Всего                            | 490 643           | 100 %             | —                 | 50                | ▬ 0               | 25                         | ▬ 0                        | 75    | ▬ 0   | 100 %   | —        |
|                                  |                                  |                   |                   |                   |                   |                   |                            |                            |       |       |         |          |
| Бюллетени, выданные на участках  | Бюллетени, выданные на участках  | 461 824           | 93,92 %           | ▲2,81 %           |                   |                   |                            |                            |       |       |         |          |
| Бюллетени, выданные вне участков | Бюллетени, выданные вне участков | 29 887            | 6,08 %            | ▲1,16 %           |                   |                   |                            |                            |       |       |         |          |
|                                  |                                  |                   |                   |                   |                   |                   |                            |                            |       |       |         |          |
| Явка                             | Явка                             | 491 711           | 33,26 %           | ▼20,35 %          |                   |                   |                            |                            |       |       |         |          |
| Число избирателей                | Число избирателей                | 1 478 286         | 100 %             |                   |                   |                   |                            |                            |       |       |         |          |

## Формирование
20 сентября 2019 года состоялось первое заседание Государственного совета Республики Крым второго созыва. Было сформировано 3 фракции: «Единая Россия» (60 депутатов), ЛДПР (10 депутатов) и КПРФ (5 депутатов). Председателем Государственного совета вновь избран Владимир Константинов («Единая Россия»). Главой республики избран Сергей Аксёнов.
24 сентября первым заместителем председателя избран Ефим Фикс («Единая Россия»). Заместителями председателя избраны Владимир Бобков, Эдип Гафаров и Алла Пономаренко («Единая Россия»). Полномочиями члена Совета Федерации — представителя от Государственного совета повторно наделён Сергей Цеков («Единая Россия»).
| Фракции | Фракции       | Членов | Руководитель       |
| ------- | ------------- | ------ | ------------------ |
|         | Единая Россия | 60     | Владимир Бобков    |
|         | ЛДПР          | 10     | Сергей Дрёмов      |
|         | КПРФ          | 5      | Сергей Богатыренко |

## Международная реакция
- Азербайджан. МИД Азербайджана подтвердил «свою поддержку суверенитета и территориальной целостности Украины в рамках её международно признанных границ, как то закреплено в Конституции Украины. Следовательно, Азербайджанская Республика не признаёт какие-либо „выборы“, проводимые без согласия правительства Украины»[15].
- Германия. МИД Германии опубликовал следующее заявление: «Местные выборы в Крыму и Севастополе, организованные Россией, не имеют силы. Территории были аннексированы Россией с нарушением международного права. Выборы на украинской территории должны быть организованы Украиной»[16].
- Грузия. МИД Грузии заявил, что «Грузия поддерживает суверенитет и территориальную целостность Украины и не признаёт… выборы в Крыму и Севастополе»[17].
- Европейский союз. Официальный представитель Европейской службы внешних связей Майя Косьянчич заявила: «Европейский Союз не признаёт незаконную аннексию Крыма и Севастополя Российской Федерацией и продолжает осуждать её как нарушение международного права. Соответственно Евросоюз не признаёт законность проведения выборов на полуострове Крым. Любые избранные там лица, претендующие на то, чтобы „представлять“ население Крыма и Севастополя, не будут признаваться представителями этих территорий, которые являются украинскими. Европейский Союз остаётся непоколебимым в вопросе поддержки территориальной целостности и суверенитета Украины»[18].
- Латвия. Министр иностранных дел Латвии Эдгар Ринкевич заявил, что подтверждает «поддержку суверенитета и территориальной целостности Украины»[19].
- Литва. Министр иностранных дел Литвы Линас Линкявичюс заявил: «Литва не признает сегодняшние „выборы“ в Крыму и Севастополе, незаконно аннексированных Россией. Мы подтверждаем нашу поддержку суверенитета и территориальной целостности Украины, и осуждаем российскую оккупацию Крыма и нарушения международного права»[19]
- Молдова. Министерство иностранных дел и европейской интеграции Республики Молдова прокомментировало выборы в Крыму: «Молдова не признаёт так называемые выборы в Крыму и Севастополе, аннексированные Россией. Наша страна поддерживает суверенитет и территориальную целостность Украины»[20]
- Польша. МИД Польши опубликовал заявление: «Польша постоянно поддерживает независимость, суверенитет и интегральную целостность Украины. Аннексия Крыма, украинской территории, Россией в марте 2014 года является нарушением международного права, о чём отмечается в резолюции Генеральной Ассамблеи ООН 68/262… Действия, которые проводит российская власть на территории оккупированного Крыма, Польша считает незаконными и результаты „выборов“ — недействительными»[19].
- Румыния. МИД Румынии заявил, что «Румыния не признает местные выборы, организованные Российской Федерацией. Сильна поддержка суверенитета и территориальной целостности Украины»[21].
- США. Посольство США на Украине опубликовало в Твиттере заявление: «Мы не признаем результаты так называемых „выборов“, проведённых оккупационными властями России. Мы осуждаем незаконные действия России в Крыму и ещё раз подтверждаем нашу непоколебимую поддержку суверенитету и территориальной целостности Украины»[18].
- Украина. 4 сентября было объявлено, что Прокуратура Автономной Республики Крым объявила в розыск главу Избирательной комиссии Республики Крым Михаила Малышева по подозрению в государственной измене и посягательстве на территориальную целостность Украины[22]. В день выборов Прокуратура АР Крым призвала «не принимать участие в незаконных выборах на временно оккупированой территории АР Крым и Севастополя, а также сообщать в правоохранительные органы автономии обо всех известных фактах организации и проведения незаконных выборов»[23]. МИД Украины выразил протест в связи с проведением российских выборов в Крыму: «МИД Украины выражает решительный протест в связи с проведением Российской Федерацией 8 сентября 2019 года на временно оккупированной территории АР Крым и города Севастополь так называемых „местных выборов“ в незаконные институции, образованные российской оккупационной администрацией… Все причастные к организации и проведению незаконного голосования во временно оккупированном Крыму лица будут нести ответственность согласно законодательству Украины»[18]. 11 сентября Верховная рада приняла проект постановления о непризнании Украиной местных выборов в Крыму. За проект проголосовало 325 депутатов при 226 необходимых[24].
- Эстония. Министр иностранных дел Эстонии Урмас Рейнсалу опубликовал в Твиттере заявление: «Эстония не признает сегодняшние выборы, проведённые в Крыму и Севастополе, незаконно аннексированных Россией. Я подтверждаю нашу решительную поддержку суверенитета и территориальной целостности Украины»[25].